# Prosekutiv
Der Prosekutiv ist ein Lokalkasus, der eine räumliche oder zeitliche Erstreckung bezeichnet. Er ist sehr in den finno-ugrischen Sprachen verbreitet.
Im Deutschen wird er mit Hilfe von Präpositionen ausgedrückt. 